# .sk
.skは国別コードトップレベルドメイン（ccTLD）の一つで、スロバキアに割り当てられている。登録は国内に限られる。
1993年にチェコスロバキアが分裂する以前には、.csを使っていた。